# Wusutu (socken i Kina, lat 39,42, long 106,71)
Wusutu (kinesiska: 乌素图, 乌素图苏木) är en socken i Kina. Den ligger i den autonoma regionen Inre Mongoliet, i den norra delen av landet, omkring 450 kilometer väster om regionhuvudstaden Hohhot.
Genomsnittlig årsnederbörd är 292 millimeter. Den regnigaste månaden är juli, med i genomsnitt 64 mm nederbörd, och den torraste är januari, med 1 mm nederbörd.